# Marcel Palonder
Marcel Palonder (* 3. února 1964, Humenné) je slovenský zpěvák a hudební pedagog.

## Ze života
V roce 1987 založil hudební skupinu Mandragora. Skupina hrála na koncertech po celém Československu. V roce 1989 emigroval do Francie, kde zpíval na koncertech. Kromě koncertů ve Francii studoval taky operní zpěv v Monaku. V roce 1991 se vrátil na Slovensko. V roce 1992 založil hudební skupinu Accident's Happen. V roce 1996 zastupoval Slovensko na hudební soutěži Eurovision Song Contest s písní „Kým nás máš“. Od roku 2005 spolupracuje se skupinou Deep’n Space.

## Písně, alba

### Diskografie
- 1992 Cudzinec v tvojom srdci -

### Kompilace
- 2007 Gold Supermix 1 – Opus (edice Gold) – 08. Láska `91 - ? : Marcel Palonder
- 2007 Gold Supermix 2 – Opus (edice Gold) – 08. Neznáma : Marcel Palonder
- 2007 Hit storočia (2CD) – Opus – 11. Pocta Majakovskému - Marcel Palonder - cd1 (nazpívaná píseň je písní Roba Grigorova – originál je i na tomhle albume: cd2 – 11. pozice)

### Seznam písní
poz. * píseň – duet – (autor hudby/autor textu písně) – rok
(h:/t:) – doposud nezjištěný autor hudby nebo textu
- (na doplnění)

#### A
- Amerika – (h:/t:)

#### Č
- Čo sa tu hrá – (h:/t:)

#### I
- Ich závody – Marcel Palonder, Opak & Row-G (2008)

#### K
- Kamarát mladosti – (h:/t:)
- Kamenné tváre – (h:/t:)
- Kam mám ísť – (h:/t:)
- Kým nás máš – (Juraj Burian / Jozef Urban)

#### L
- Láska `91 - ? / Láska – (h:/t:) – 1991 [2] – Pozn: Láska `91 – ? je původní název písně, uvádí se taky s názvem Láska. V češtině ji nazpívala zpěvačka Anna K. [3][4]. autori su Kamil Peteraj a Gabo Dusík[5]
- Láska (původní název: Láska `91 – ?) – Marcel Palonder & Anita Soul – (h:/t:)

#### M
- Marlen – (h:/t:)

#### N
- Náš Deň – Marcel Palonder & Anita Soul – (h:/t:)
- Neznáma – (h:/t:)

#### R
- Romales kamen – Rytmus & Marcel Palonder & Anita Soul – (h:/t:)

#### S
- Sám s pomocou – (h:/t:)
- Starý žiaľ – (h:/t:)

## Muzikál
- Dracula – úloha Draculu (premiérea Na Slovensku v roce 1998, režie: Jozef Bednárik)
- Cigáni idú do neba – (Nová scéna)
- Kleopatra
- Krysař
- Hamlet